# Ama Walton
Ama Walton (* 31. Oktober 1970 in München) ist eine deutsche Rechtsanwältin und Unternehmerin.

## Leben
Walton studierte Rechtswissenschaften an der Ludwig-Maximilians-Universität München und am King’s College London. Ihre Karriere begann 1997 in der Rechtsabteilung der ProSiebenSat.1 Media, dann folgte 1998 die Leitung der Abteilung für Business Affairs der Virgin Schallplatten GmbH & Co. KG, 2003 die Vizepräsidentschaft der Abteilung Business & Legal Affairs der EMI Music Germany GmbH & Co. KG. Seit 2006 leitet sie gemeinsam mit ihrer Partnerin die Kanzlei Walton & Stegemann in München. Die Beratung ist auf Urheber- und Medienrecht spezialisiert.
Von April 2007 bis Februar 2010 trat Ama Walton als TV-Anwältin in der Serie Richter Alexander Hold auf. Die Serie wurde von 2001 bis 2013 auf Sat.1 ausgestrahlt.